# Juan Francisco Estrada
Juan Francisco Estrada Romero (Puerto Peñasco, Sonora, 14 de abril de 1990), conocido como Gallo Estrada, es un boxeador profesional mexicano.
Ostentó el título de campeón mundial de peso supermosca del Consejo Mundial de Boxeo (CMB) desde el 3 de diciembre de 2022 hasta el 29 de junio de 2024. Previo a este reinado, unificó los títulos de la Asociación Mundial de Boxeo (AMB) y el CMB en la misma categoría, convirtiéndose en campeón unificado. Además, también logró la unificación de los cinturones de la AMB y la Organización Mundial de Boxeo (OMB) en la categoría de peso mosca.

## Carrera profesional

### Peso Mosca
Estrada hizo su debut profesional el 30 de agosto de 2008 a la edad de 17 años. Entre septiembre y diciembre del año 2011 participó en el reality show de boxeo Campeón Azteca: Round 3, realizado en Tuxtla Gutiérrez. Estrada ganó 4 peleas y obtuvo el primer lugar del torneo, derrotando en la final al que más tarde sería campeón mundial peso mosca de la IBF, Juan Carlos Sánchez, Jr.

### Peso Minimosca

#### Estrada vs González I
El 17 de noviembre de 2012, Estrada bajó una división de peso para enfrentar al campeón mundial de la AMB en peso minimosca, el invicto nicaragüense Román González. La pelea tenía como claro favorito a González, sin embargo, Estrada resultó ser un oponente difícil, llegando a inquietar a González durante algunos lapsos de la contienda. El resultado fue una victoria de Román González por decisión unánime, sin embargo Estrada mostró buenas combinaciones y gran condición física, ante un rival que venía de noquear a sus últimos oponentes.

### Regreso a Peso Mosca

#### Estrada vs Viloria
El 6 de abril de 2013, Estrada enfrentó al hawaiano Brian Viloria en el Cotai Arena en Macao, China, por los títulos de la AMB (Super) y OMB del peso mosca. La pelea fue dominada por el mexicano quien castigó duramente al cuerpo de Viloria con potentes ganchos, durante los asaltos 11 y 12 Viloria parecía irse a la lona, sin embargo resistió los duros envíos del mexicano y terminó el combate de pie. Estrada obtuvo la victoria decisión dividida, coronándose campeón unificado de la AMB y de la OMB en las 112 libras. Muchos analistas de boxeo vieron ganar a Estrada por amplia decisión unánime, sin embargo el juez Levi Martínez vio la pelea 115-113 en favor de Viloria.
En la primera defensa de sus títulos, derrotó al retador número 1, el filipino Milán Melindo vía decisión unánime. Melindo fue derribado en el round 11 producto de un golpe cruzado de Estrada. Estrada peleó 3 ocasiones en 2014, añadiendo a su récord victorias sobre Richie Mepranum, el ex-campeón Giovanni Segura y Jobert Álvarez. En 2015 realizó 2 defensas de sus títulos frente a Rommel Asenjo el ex-campeón Hernán Márquez. Posteriormente tomó un descanso del boxeo para recuperarse de una cirugía en su mano derecha. Durante su reinado como campeón de peso mosca se le reconoció por su depurada técnica y preciso golpeo.

### Peso Súper Mosca
Después de 3 años y medio como campeón unificado de peso mosca y con 5 defensas de título, Estradas dejó vacantes sus títulos en setiembre de 2016 para subir a la siguiente división de peso. Estrada declaró que ya no podía marcar el límite de las 112 libras de la división mosca. Después de un año fuera del cuadrilátero, Estrada regreso con una victoria ante Raymond Tabugon en octubre de 2016 en su ciudad nativa, Puerto Peñasco.

## Récord profesional
| 44 Ganadas (28 KOs), 3 Derrotas |        |                          |      |               |            |                                                         | |
| Res.                            | Récord | Oponente                 | Tipo | Rd., Tiempo   | Datos      | Localidad                                               | Notas |
| D                               | 44–4   | Jesse Rodríguez          | KO   | 6 (12)        | 2024-06-29 | Footprint Center, Phoenix, Arizona                      | Pierde los títulos "The Ring" y CMB del peso supermosca                                                              |
| G                               | 44–3   | Román González           | MD   | 12 (12)       | 2022-12-03 | Gila River Arena, Glendale, Arizona, USA                | Retiene el Título de "The Ring" en el peso Supermosca. Gana el Título Mundial WBC vacante en el peso Supermosca.     |
| G                               | 43–3   | Argy Cortes              | UD   | 12 (12)       | 2022-09-03 | Centro de Usos Múltiples, Hermosillo, Sonora, México    | Retiene el Título The Ring Magazine en el peso supermosca.                                                           |
| G                               | 42–3   | Román González           | SD   | 12 (12)       | 2021-03-13 | American Airlines Center, Dallas, Texas                 | Retiene los Títulos Mundiales del WBC y de The Ring en el peso supermosca. Gana el Título Mundial de la WBA (Super). |
| G                               | 41–3   | Carlos Cuadras           | TKO  | 11 (12), 2:22 | 2020-10-23 | Gimnasio TV Azteca, Ciudad de México, México            | Retiene los Títulos Mundiales del WBC y de The Ring en el peso supermosca.                                           |
| G                               | 40–3   | Dewayne Beamon           | TKO  | 9 (12), 0:51  | 2019-08-24 | Centro de Usos Múltiples, Hermosillo, Sonora            | Retiene los Títulos Mundiales del WBC y de The Ring en el peso supermosca.                                           |
| G                               | 39–3   | Srisaket Sor Rungvisai   | UD   | 12            | 2019-04-26 | The Forum, Inglewood, California                        | Gana los Títulos Mundiales del WBC y de The Ring en el peso supermosca.                                              |
| G                               | 38–3   | Víctor Méndez            | RTD  | 7 (10), 3:00  | 2018-12-08 | StubHub Center , Carson, California                     | |
| G                               | 37–3   | Felipe Orucuta           | UD   | 12            | 2018-09-08 | The Forum, Inglewood, California                        | |
| D                               | 36–3   | Srisaket Sor Rungvisai   | MD   | 12            | 2018-02-24 | The Forum, Inglewood, California                        | Por los títulos WBC y The Ring supermosca.                                                                           |
| G                               | 36–2   | Carlos Cuadras           | UD   | 12            | 2017-09-09 | StubHub Center, Carson, California                      | |
| G                               | 35–2   | Anuar Salas              | TKO  | 5(10) 1:07    | 2017-03-11 | Arena de la Ciudad de México, Ciudad de México          | |
| G                               | 34–2   | Raymond Tabugon          | UD   | 10            | 2016-10-08 | Estadio "Francisco León García", Puerto Peñasco, Sonora | |
| G                               | 33–2   | Hernán Márquez           | TKO  | 10 (12), 1:26 | 2015-09-26 | Peñasco Expo Center, Puerto Peñasco, Sonora             | Retiene los títulos de peso mosca de WBA (Super) y WBO.                                                              |
| G                               | 32–2   | Rommel Asenjo            | TKO  | 3 (12), 0:43  | 2015-03-28 | Poliforum Zamna, Mérida, Yucatán                        | Retiene sus títulos peso mosca de WBA (Super) y WBO.                                                                 |
| G                               | 31–2   | Joebert Álvarez          | UD   | 10            | 2014-12-06 | Centro de Usos Múltiples, Hermosillo, Sonora            | |
| G                               | 30–2   | Giovani Segura           | TKO  | 11 (12), 1:33 | 2014-09-06 | Arena Ciudad de México, Ciudad de México                | Retiene sus títulos peso mosca de WBA (Super) y WBO.                                                                 |
| G                               | 29–2   | Richie Mepranum          | TKO  | 10 (12), 0:10 | 2014-04-26 | Peñasco Expo Center, Puerto Peñasco, Sonora             | Retiene sus títulos peso mosca de WBA (Super) y WBO.                                                                 |
| G                               | 28–2   | Milan Melindo            | UD   | 12            | 2013-07-27 | CotaiArena, Venetian Resort, Macao                      | Retiene sus títulos peso mosca de WBA (Super) y WBO.                                                                 |
| G                               | 27–2   | Brian Viloria            | SD   | 12            | 2013-04-06 | CotaiArena, Venetian Resort, Macao                      | Por los títulos mundiales peso mosca de WBA (Super) y WBO.                                                           |
| D                               | 26–2   | Román González           | UD   | 12            | 2012-11-17 | Sports Arena, Los Ángeles, California                   | Por el título peso minimosca WBA.                                                                                    |
| G                               | 26–1   | Germán Meraz             | TKO  | 9 (10), 0:38  | 2012-08-24 | Estadio "Francisco León García", Puerto Peñasco, Sonora | |
| G                               | 25–1   | Ardin Diale              | KO   | 2 (10)        | 2012-06-23 | Centro de Usos Múltiples, Hermosillo, Sonora            | |
| G                               | 24–1   | Jonathan Lecona Ramos    | UD   | 8             | 2012-04-14 | Arena Ciudad de México, Ciudad de México                | |
| G                               | 23–1   | Juan Carlos Sánchez, Jr. | TKO  | 10 (10), 1:02 | 2011-12-17 | Arena Jorge Cuesy Serrano, Tuxtla Gutiérrez, Chiapas    | |
| G                               | 22–1   | Luis May                 | UD   | 8             | 2011-12-08 | Arena Jorge Cuesy Serrano, Tuxtla Gutiérrez, Chiapas    | |
| G                               | 21–1   | José Alfredo Tirado      | TKO  | 2 (6), 2:38   | 2011-11-02 | Arena Jorge Cuesy Serrano, Tuxtla Gutiérrez, Chiapas    | |
| G                               | 20–1   | Iván Díaz                | UD   | 6             | 2011-09-16 | Arena Jorge Cuesy Serrano, Tuxtla Gutiérrez, Chiapas    | |
| G                               | 19–1   | Manuel Lugo              | TKO  | 3 (6), 1:18   | 2011-07-02 | Centro de Usos Múltiples, Hermosillo, Sonora            | |
| D                               | 18–1   | Juan Carlos Sánchez, Jr. | UD   | 8             | 2011-05-14 | Polideportivo Centenario, Los Mochis, Sinaloa           | |
| G                               | 18–0   | Jorge Cárdenas           | KO   | 2 (10)        | 2011-02-18 | Gimnasio Salvador Mendoza, Navojoa, Sonora              | |
| G                               | 17–0   | José Guadalupe Martínez  | UD   | 6             | 2010-12-11 | Auditorio Municipal, Torreón, Coahuila                  | |
| G                               | 16–0   | Manuel Armendáriz        | TKO  | 2 (10)        | 2010-10-02 | Hotel Peñasco del Sol, Puerto Peñasco, Sonora           | |
| G                               | 15–0   | Carlos Rodríguez         | TKO  | 2 (10), 2:52  | 2010-08-07 | Estadio Héctor Espino, Hermosillo, Sonora               | |
| G                               | 14–0   | Francisco Soto           | UD   | 10            | 2010-05-14 | Discoteca Dubay, Guasave, Sinaloa                       | |
| G                               | 13–0   | José Tamayo              | KO   | 3 (10)        | 2010-02-20 | Puerto Peñasco, Sonora                                  | |
| G                               | 12–0   | Marino Montiel           | KO   | 1 (8), 2:08   | 2009-12-12 | Gimnasio Municipal, Guaymas, Sonora                     | |
| G                               | 11–0   | Carlos Jacobo            | KO   | 5 (6)         | 2009-10-16 | Malecón Turístico, Guaymas, Sonora                      | |
| G                               | 10–0   | Felipe Acosta            | TKO  | 3 (6), 0:36   | 2009-09-04 | Polideportivo Centenario, Los Mochis, Sinaloa           | |
| G                               | 9–0    | Javier Meraz             | TKO  | 2 (6)         | 2009-07-31 | Malecón Turístico, Guaymas, Sonora                      | |
| G                               | 8–0    | Eduardo Gutiérrez        | TKO  | 5 (6)         | 2009-05-23 | Estadio Jesús Ibarra, Huatabampo, Sonora                | |
| G                               | 7–0    | Carlos López             | KO   | 2 (6)         | 2009-04-11 | Hotel Peñasco del Sol, Puerto Peñasco, Sonora           | |
| G                               | 6–0    | Jorge Ramírez            | KO   | 6 (6)         | 2009-03-29 | Casino Costa Azul, Puerto Peñasco, Sonora               | |
| G                               | 5–0    | Roberto Hernández        | KO   | 1 (4)         | 2009-03-06 | Foro del Mayo, Navojoa, Sonora                          | |
| G                               | 4–0    | Gregorio Cortez          | TKO  | 4 (4)         | 2009-01-31 | Gimnasio Carlos Hernández Carrera, Nogales, Sonora      | |
| G                               | 3–0    | Vicente Maroquín         | RTD  | 2 (4), 3:00   | 2008-12-13 | Gimnasio Municipal, San Luis Río Colorado, Sonora       | |
| G                               | 2–0    | Daniel Contreras Jr      | KO   | 1 (4)         | 2008-11-14 | Gimnasio Germán Evers, Mazatlán, Sinaloa                | |
| G                               | 1–0    | Sergio Chávez            | UD   | 4             | 2008-08-30 | Expo Forum, Hermosillo, Sonora                          | Debut profesional de Estrada.                                                                                        |